# 俺のRequest
『俺のRequest』(おれのリクエスト)は、日本の歌手JUJUの5作目のカバー・アルバム。

## 解説
カバー・アルバムとしては、2016年発売の『スナックJUJU 〜夜のRequest〜』から約4年振りとなる。
これまでのカバー・アルバムは、女性歌手による楽曲のカバーで構成されていたが、本作では男性歌手による楽曲のカバーによって構成され、先行シングルとして発売された『奏/LA・LA・LA LOVE SONG』の2曲と、シングルのカップリングとして発表されていたカバー曲5曲に加え、新たに7曲が新録曲として収録される。

## 製作背景
本作はJUJUが自身のライフワークとしているカバー・アルバム『Request』シリーズ第4弾となり、これまでのシリーズでは一貫して女性歌手による楽曲をカバーしていたが、本作では全ての楽曲が男性歌手による楽曲で構成されている。本作発売以前にも、男性歌手のカバーを度々発表してきていたが、アルバムとしての発表は本作が初となった。本作からは先行シングルとして『奏/LA・LA・LA LOVE SONG』を自身の40thシングルとして発売しており、それを含めた全14曲で構成され、様々な音楽プロデューサー達と共に独自のアプローチによって楽曲と向き合い、制作された。

## 収録曲

### Disc.1 (CD)
1. 奏 (かなで)
作詞・作曲：スキマスイッチ / 編曲：松浦晃久
40thシングル
スキマスイッチのシングルのカバー
2. One more time, One more chance
作詞・作曲：山崎将義 / 編曲：島田昌典
山崎まさよしのシングルのカバー
3. くるみ
作詞・作曲：桜井和寿 / 編曲：亀田誠治
Mr.Childrenのシングルカバー
4. LA・LA・LA LOVE SONG
作詞・作曲：久保田利伸 / 編曲：UTA
40thシングル
久保田利伸のシングルのカバー
5. 最後の雨
作詞：夏目純/ 作曲：都志見隆 / 編曲：川口大輔
中西保志のシングルのカバー
6. even if
作詞：平井堅 /作曲：松原憲 / 編曲：冨田恵一
平井堅のシングルのカバー
7. エイリアンズ
作詞・作曲：堀込泰行 / 編曲：Kan Sano
39thシングルのカップリング
キリンジのシングルのカバー
8. アイ
作詞・作曲：秦基博 / 編曲：本間昭光
秦基博のシングルのカバー
9. BELOVED
作詞・作曲：TAKURO / 編曲：松浦晃久
18thシングル
GLAYのシングルのカバー
10. 手紙
作詞・作曲：山内総一郎 / 編曲：松浦晃久
フジファブリックの楽曲のカバー
11. 小さな恋のうた
作詞：上江洌清作 / 作曲：MONGOL800 / 編曲：松浦晃久
28thシングルのカップリング
MONGOL800の楽曲のカバー
12. 笑えれば
作詞・作曲：トータス松本 / 編曲：松浦晃久
34thシングルのカップリング。
ウルフルズのシングルのカバー
13. Ya Ya (あの時代を忘れない)
作詞・作曲：桑田佳祐 / 編曲：武部聡志
サザンオールスターズのシングルカバー
14. 言葉にできない
作詞・作曲：小田和正 / 編曲：松浦晃久
15thシングルのカップリング
小田和正のシングルのカバー

### Disc.2 (DVD/Blu-ray FC限定 完全受注生産復刻盤のみ)
1. さよならの代わりに
2. Memories
3. 素直になれたら
4. 願い
5. If
6. INFATUATION
7. Piece Of Our Days
8. この夜を止めてよ
9. Love again
10. つよがり
11. また明日...
12. 光の中へ
13. Voice
14. LOVE TOGETHER
15. やさしさで溢れるように
16. 空
17. Trust In You
18. ANTIQUE
19. Lullaby Of Birdland
20. 奇跡を望むなら...
21. YOU

## 演奏
- 松浦晃久
  - Keyboards & Programming (#1.12)
  - Piano (#9.10.14)
  - Wurlitzer (#14)
  - All Other Instruments (#11)
- 三沢またろう：Percussion (#1)
- 小倉博和：Guitar (#1.3.10)
- 金原千恵子ストリングス：Strings (#1.2.11)
- 島田昌典：Piano, Mellotron (#2)
- 神田リョウ：Drums (#2)
- 美久月千晴：Bass (#2.9.10.11.14)
- 真壁陽平：Guitar (#2)
- 室屋光一郎ストリングス：Strings (#2.8)
- 上間善之、藤田麻理絵：Horn (#2)
- 斎藤有太：Piano (#3)
- 山木秀夫：Drums (#3.8)
- 亀田誠治：Bass (#3)
- 今野均ストリングス：Strings (#3.13)
- 豊田泰孝：Programming (#3)
- UTA：Programming (#4)
- 川口大輔：Programming & All Other Instruments (#5)
- 石成正人
  - Acoustic Guitar (#5)
  - Guitar (#12)
- 青山英里香ストリングス：Strings (#5)
- 冨田恵一：Instruments, Treatments (#6)
- Kan Sano：Keyboards, Programming ＆ All Other Instruments (#7)
- 本間昭光：Piano, Electric Piano, Organ (#8)
- 安達貴史：Bass (#8)
- 林部直樹：Guitar (#8)
- あらきゆうこ：Drums (#9)
- 古川昌義：Guitar (#9.12.14)
- 坂井“Lambsy”秀彰：Percussion (#9.12.14)
- 小池弘之ストリングス：Strings (#9)
- 小田原豊：Drums (#10)
- 堀沢真己：Cello (#10)
- 河村智康：Drums (#11)
- 八橋義幸：Guitar (#11)
- 屋敷豪太：Drums (#12)
- 大神田智彦：Bass (#12)
- KAZCO、Olivia Burrell：Chorus (#12)
- 武部聡志：Piano (#13)
- 菅野知明：Drums (#13)
- 須長和広：Electric Bass, Wood Bass (#13)
- 遠山哲朗：Guitar (#13)
- 前田雄吾：Manipulate (#13)
- Armin Takeshi Linzbichler：Drums (#14)
- 四家卯大：Cello (#14)
- 今剛：Pedal Steel Guitar (#14)